# Passeport libérien
 (décembre 2018).
Si vous disposez d'ouvrages ou d'articles de référence ou si vous connaissez des sites web de qualité traitant du thème abordé ici, merci de compléter l'article en donnant les références utiles à sa vérifiabilité et en les liant à la section « Notes et références ».
Le passeport libérien est un document de voyage international délivré aux ressortissants libériens, et qui peut aussi servir de preuve de la citoyenneté libérienne.

## Liste des pays sans visa ou visa à l'arrivée
Le Libéria est membre de la Communauté économique des États de l'Afrique de l'Ouest (CEDEAO), les citoyens libériens ont donc accès sans visa aux 14 autres États membres :
- Bénin
- Burkina Faso (suspendu le 28 janvier 2022)
- Cap-Vert
- Gambie
- Ghana
- Guinée (suspendu le 8 septembre 2021)
- Guinée-Bissau
- Côte d'Ivoire
- Mali (suspendu le 30 mai 2021)
- Niger
- Nigeria
- Sénégal
- Sierra Leone
- Togo

En plus de la liste ci-dessus, le passeport libérien accorde un accès sans visa à 11 autres pays et un accès avec visa à l'arrivée à 34 pays.

## Les types
La République du Libéria délivre trois passeports principaux à ses citoyens :
- Passeport ordinaire. Le passeport ordinaire est délivré à tous les citoyens. Ce passeport est de couleur vert foncé. Il porte l'emblème de la CEDEAO sur la première page et celui du Libéria sur la dernière page. Le passeport ordinaire est valable 5 ans.
- Le passeport diplomatique est délivré aux diplomates libériens accrédités à l'étranger et à leurs personnes à charge éligibles. Ce passeport est de couleur rouge. Il est délivré pour 5 ans.
- Le Passeport officiel est délivré aux fonctionnaires attachés aux institutions gouvernementales qui doivent voyager pour des raisons officielles. Ce passeport a une couverture rouge foncé et est délivré pour 5 ans[1].